# GSC8083-820
GSC8083-820 — хімічно пекулярна зоря спектрального класу G0, що має видиму зоряну величину в смузі V приблизно 10,5.

## Пекулярний хімічний вміст
Зоряна атмосфера GSC8083-820 має підвищений вміст Cr та Sr.